# اجاپالی، کلار
اجاپالی، کلار (به انگلیسی: Ajjapalli, Kolar) یک منطقهٔ مسکونی در هند است که در کارناتاکا واقع شده‌است.